# R. F. Delderfield
Ronald Frederick Delderfield (* 12. Februar 1912 in Londoner Stadtteil New Cross; † 24. Juni 1972 in Sidmouth, Devon) war ein britischer Dramatiker und Romanschriftsteller.

## Leben
R. F. Delderfield wurde am 12. Februar 1912 als Sohn von William James Delderfield im Londoner Stadtteil Bermondsey geboren. Sein Vater arbeitete als Fleischgroßhändler auf dem Smithfield Markt in Bermondsey und war der erste in den Stadtteilrat gewählte Liberale. Als solcher war er ein Förderer des Frauenwahlrechts.
Von 1918 bis 1923 wohnte die Familie in Addiscombe nahe Croydon, London. Delderfield besuchte eine Vorschule in Bermondsey, sodann eine kleine Privatschule, bevor er in Devon über eine Gemeinde- sowie eine koedukative Grundschule schließlich zur West Buckland Public School gelangte.
In Swanage, Dorset, steckte er sich bei einem Familienurlaub mit Scharlach an, so dass er drei Monate in einem Krankenhaus isoliert werden musste.
Die Familie zog 1923 nach Exmouth, East Devon, wo sein Vater und ein Nachbar aus Bermondsey 1923 mit dem Exmouth Chronicle das dortige Lokalblatt kauften. Sein Vater war als Herausgeber tätig. 1926 bis 1928 absolvierte Delderfield am Fulford’s Business College in Exeter einen Wirtschaftskurs, trat 1929 in die Zeitungsredaktion ein und folgte seinem Vater als Herausgeber.
Sein erstes Theaterstück, der Dreiakter „Spark in Judea“ wurde 1936 im Repertory Theatre in Birmingham aufgeführt, erfuhr positive Resonanz in der Birmingham Post und markierte den Beginn einer erfolgreichen Schriftstellerkarriere. Das Stück „Froschperspektive“ (Worm’s eye view) gelangte im Londoner Whitehall Theatre zur Aufführung.
Im Zweiten Weltkrieg diente Delderfield in der Royal Air Force, setzte aber seine literarische Karriere fort. Nach Kriegsende ließ er sich in Devon nieder, betrieb in der Nähe von Budleigh Salteron ein Antiquitätengeschäft und entschloss sich zum Schreiben von Romanen. Sein Erstling „Sieben Männer von Gascony“ (Seven Men of Gascony) wurde 1949 veröffentlicht.
Am 24. Juni 1972 erlag Delderfield in seinem Haus in Sidmouth einem Krebsleiden.

## Werk (Auswahl)
- Seven Men of Gascony, 1949
- The Adventures of Ben Gunn, 1956, deutsch: Die Piraten der Schatzinsel, 1961
- The Dreaming Suburb, 1958 – (Avenueserie)
- The Avenue Goes to War, 1958 – (Avenueserie)
- Mr. Sermon, 1963 (auch erschienen unter dem Titel: The Spring Madness of Mr. Sermon)
- Too Few For Drums, 1964
- A Horseman Riding By, 1966 (in the USA als zwei Erzählungen erschienen: Long Summer Day und Post of Honor), deutsch: Das Tal der Craddocks, 1970
- Cheap Day Return, 1967
- The Green Gauntlet, 1968 (Fortsetzung von: A Horseman Riding By), deutsch: Das Tal der Craddocks, 1970
- Come Home, Charlie und Face Them, 1969 (auch erschienen als: Come Home, Charlie)
- God is an Englishman, 1970 – (Swann Saga), deutsch: Gott ist Engländer, 1972
- Theirs was the Kingdom, 1972 – (Swann Saga), deutsch: König Adams Reich, 1972
- For My Own Amusement, 1972 (autobiographisch).
- To Serve Them All My Days, 1972
- Give Us This Day, 1973 – (Swann Saga), deutsch: Adam und seine Söhne, 1976
- Diana, 1979 – (vorher in zwei Teilen erschienen: There was a Fair Maid Dwelling, 1960, und The Unjust Skies, 1962)

15 seiner Dramen und Werke wurden insbesondere für Fernsehserien des britischen Fernsehens verfilmt.